# (15212) Yaroslavlʹ
(15212) Yaroslavlʹ es un asteroide perteneciente al cinturón de asteroides, descubierto el 17 de noviembre de 1979 por la astrónoma soviética Liudmila Chernyj desde el Observatorio Astrofísico de Crimea.

## Designación y nombre
Designado provisionalmente como 1979 WY3. Fue nombrado Yaroslavlʹ en homenaje a la ciudad rusa Yaroslavlʹ, ubicada en al noreste de Moscú.